# Minorité dominante
Une minorité dominante est un sous-ensemble minoritaire d'une population qui détient un pouvoir prédominant et disproportionné dans les domaines militaire, religieux, foncier, financier, commercial, politique, médiatique… Il peut s'agir d'une minorité d'aristocrates, de gros propriétaires de terres ou de troupeaux, de mines, d'esclaves, d'usines, de maisons de commerce, de caravanes, de navires ou de banques.
Une minorité dominante peut être purement sociale, non-différente de la majorité dominée par sa culture (cas, en Afrique, des Tutsi qui partagent la même langue, histoire, tradition et religion que les Hutu, ou encore cas des Brahmanes en Inde : on parle alors de « classe » ou de « caste ») ou bien, en outre, être définie par des caractères culturels propres (origines, mythes fondateurs, religion, « race », culture ou nationalité différents de la majorité : on parle alors de groupe ethnique). En Grèce antique, quatre termes définissaient les groupes humains : γένος / genos signifiant « clan dominant, noble », ἔθνος / éthnos signifiant « gens de même origine », δῆμος / dêmos signifiant « peuple du lieu, citoyens » et  λάος / laos signifiant « peuple assemblé, foule » : les grandes familles patriciennes (genos) constituaient initialement les minorités dominantes, tels les mythiques Atrides d’Homère ou les réels Eupatrides de l’Athènes antique.
La minorité dominante peut être d’origine exogène lorsqu’elle est issue d’une immigration conquérante, comme dans le cas des Celtes (terme signifiant « les meilleurs ») arrivés en Europe occidentale au VIe siècle av. J.-C. ou encore des colons européens dans les empires coloniaux. Elle peut aussi être d’origine endogène, comme les « élites » structurées par conversion à l’exemple des protestants d’Irlande avant l’indépendance du sud de l’île ou bien fonctionnant par cooptation à l’exemple de la gentry de l’Occident, de l’armée birmane qui combat vigoureusement le peuple dont elle est issue ou de l’oligarchie des systèmes communistes convertie à l’économie de marché, mais non à la démocratie.

## Problématique
Dans la République de Platon, l’auteur expose le concept d’« élite » en tant que minorité dominante éclairée, qui s’oppose à la pensée démocratique et aux concepts d’égalité de tous, au motif que pour donner son avis et participer à la vie publique, il faut être initié à la philosophie politique. Toutefois, pour Gaetano Mosca, « le pouvoir est toujours exercé par une minorité organisée » et « il n'y a point de démocratie même dans les régimes qui se disent démocratiques », désignant d'ailleurs ces diverses minorités dominantes par les termes de classe politique ou de classe dirigeante. Ainsi pour Mosca mais aussi pour Vilfredo Pareto, « quelle que soit la nature du régime politique, il y a toujours une élite, une minorité qui gouverne tandis que la masse de la population est gouvernée. Toutes les sociétés voient ainsi s’établir un partage inégale des richesses, du pouvoir et du prestige; ceux qui concentrent ces privilèges entre leurs mains sont l’élite ».
Cette concentration de richesses économiques, de pouvoirs politiques et de prestiges culturels entre les mains d’une élite peut parfois de facto ou de jure profiter à un groupe ethnique en raison d’un héritage historique particulier (conquêtes territoriales, colonisation, comme dans le cas des Blancs créoles en Martinique). En Union de l'Afrique du Sud puis en République d’Afrique du Sud, le South Africa Act et les constitutions suivantes ont accordé institutionnellement aux Blancs d'Afrique du Sud une position dominante par rapport aux autres groupes de population dont les noirs, largement majoritaires. Cette position institutionnelle garantissant une place prédominante (politique, économique et culturelle) à une minorité « raciale » résultait de l’histoire des quatre colonies constitutives du nouvel État, une position qui fut d'ailleurs renforcée par la mise en œuvre de l’apartheid (1948-1991). En Rhodésie du Sud, la colonisation plaça également les populations de souche européenne en situation de domination politique et sociale jusqu’à la création du Zimbabwe en 1980 et économique durant encore plusieurs années en raison du savoir-faire de ses membres au sein de l’industrie céréalière. C’est aussi le cas des populations de souche européenne au Brésil, en Colombie ou en Jamaïque, et de la « nomenklatura », « princes rouges » et leur descendance dans l’ex-bloc de l'Est et en Chine).
Le maintien de la position dominante d’une élite face à la population politiquement et économiquement dominée nécessite que cette dernière soit maintenue dans l’ignorance et/ou la crainte. L’éducation de la majorité dominée permet une réflexion éclairée et encourage le désir soit d’intégration à l’élite lorsque celle-ci ouvre ses rangs, soit d’émancipation par l’abolition des privilèges de l’élite, lorsque celle-ci refuse les concessions. La minorité peut avoir tendance à recourir à la violence légale (armée, forces de police, police politique) ou illégale (intimidation et violence politique contre des candidats indépendants en Colombie, escadrons de la mort comme durant la guerre civile au Salvador, junte militaire birmane). L’exclusion politique de la majorité, qu’elle soit démographique ou sociale, peut conduire à des phénomènes de protestations quasi-insurrectionnels (Tea Party, Intifadas), insurrectionnels ou révolutionnaires contre l’élite dominante (Révolution française, Révolution de 1917 en Russie), à la dislocation d’États (Autriche-Hongrie, URSS, Yougoslavie), ou encore à la chute d'empires coloniaux (avec expulsion des colons dans de nombreux cas : Empire des Indes, Algérie, Zimbabwe).
Au-delà des minorités ethniques ou économiques dominantes, la sociologie des élites politiques, médiatiques et intellectuelles participe à alimenter un discours anti-élite, proportionnel à la tendance de celle-ci à fonctionner en circuit fermé (par exemple via la transmission des valeurs enseignées utilisées comme instrument de domination).
Dans certains cas, les termes de lobbies pourront être évoqués par les opposants aux minorités, qu’elles soient ou non dominantes,.

## Critères, exemples
La domination d'une minorité peut s'exercer sur un supposé « ordre naturel inégalitaire » dans lequel une certaine catégorie de personnes est censée être « supérieure » et par conséquent en droit et devoir de gouverner, dominer et éventuellement asservir les autres. La catégorie supposée « supérieure » peut être définie selon différents critères :

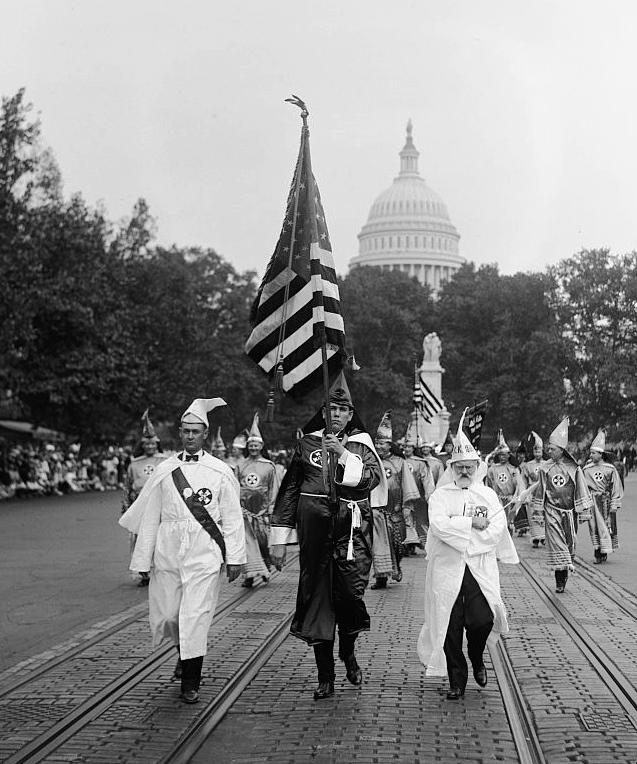
Parade du Ku Klux Klan à Washington, D.C. en 1926.

- Selon le critère de la domination de l'espèce supposée la plus évoluée[19] ou la plus proche des puissances divines créatrices[20], l'« Homme créé à l’image de Dieu » serait destiné à « dominer les autres créatures » : cette notion est partagée par les religions abrahamiques, mais se diffuse aussi dans l'anthropologie, la philosophie et la physiocratie, étayant la croyance anthropocentriste qui considère l'espèce humaine comme le « maître de la Terre »[21] qui lui donne le droit d'exploiter à sa guise les ressources de la Terre sans se soucier des conséquences et des autres espèces[22] ;

- Selon le critère de la domination d'une « race humaine » (critère biologiquement non-valide[23]), celle qui est définie comme « supérieure », forcément minoritaire face aux autres, les déprécie comme « inférieures », « inutiles » (au regard d'un projet d'évolution de l'Humanité), « nuisibles » voire « parasitaires » , ce qui historiquement a pu aller jusqu’à leur extermination[24] (voir Génocide, Shoah, Porrajmos, Aktion T4…) ; c'est notamment le cas du suprémacisme blanc hérité d'Arthur de Gobineau à qui l’on doit le premier livre en français s’appuyant sur la science pour tenter de prouver la hiérarchie des races dans son Essai sur l’inégalité des races humaines[25] ;
- Selon le critère religieux, la minorité dominante est celle du clergé, des prêtres ou des officiants qui diffusent, au nom des divinités, la conviction que les dogmes de la communauté qu'ils animent, même minoritaire (cas des souverains moghols après la conquête musulmane de l'Inde) expriment une vérité absolue et indiscutable, donnant aux adeptes de cette religion droit à une supériorité sur ceux des autres confessions, et un devoir de convertir ces derniers à la seule « vraie » religion. Les exemples sont multiples :
  - dans l'Église catholique romaine la notion de Filioque postule que le Saint-Esprit procède non seulement de Dieu-le-Père, mais aussi de son fils Jésus-Christ, ce qui justifia l'alternative « la conversion ou la mort »[réf. nécessaire] qui fut imposée dans le cadre des guerres de religion et du colonialisme[26] ; cette Église a ainsi, par la bulle du pape Nicolas V, Romanus pontifex publiée en 1454, admis l'esclavage[27] tandis que dans le Sud-Est des États-Unis (Bible Belt) et en Afrique du Sud, certains calvinistes et évangéliques se sont appuyés sur une interprétation littérale de la malédiction de Canaan dans le livre de la Genèse (9:25 à 27) et de la « Table des peuples », pour justifier l'esclavage, la ségrégation et l’apartheid, influençant aussi les doctrines raciales de l'anthropologie du XIXe siècle[28],[29] ;
  - dans l'islam, la loi musulmane légitime diverses discriminations entre d'un côté les ikhwan mukhlis et les ma’mīnīm (« frères croyants » et « convertis », dominants) et de l'autre côté les dhimmis et les kafres (non-musulmans, « protégés » ou simples « infidèles », dominés)[30] ; là aussi le statut d'esclave est accepté par le Centre de recherches et de fatwas de Daech qui a établi que ces pratiques existaient déjà au Moyen Âge, avant que l'esclavage ne soit aboli[31]. Selon un document daté du 16 octobre 2014, présenté par l'agence de presse Iraqi news[32], l'État islamique aurait fixé des prix de vente des femmes yésidies ou chrétiennes comme esclaves[33] ;
- Le genre aussi peut être un critère de domination, même si la notion de minorité ne s'applique que de très peu au genre masculin dominant le féminin, conformément à une supposée volonté divine qui donnerait aux hommes un statut supérieur aux femmes, avec plus de droits et de responsabilités, notamment celle de gouverner seuls les sociétés. Cette idéologie va souvent de pair avec l'homophobie et les différentes autres formes de discriminations familiales et sexuelles, mais trouve sa réponse dans la domination féminine, beaucoup plus rare et cantonnée le plus souvent à la littérature et à la science-fiction, qui inverse les rôles en postulant que l'intelligence féminine constituerait une autre forme de « supériorité naturelle », l'homme étant alors réduit au rôle de fécondateur[34] ;
- L'idéologie méritocratique postule que la minorité qui se situe au sommet de l'échelle sociale a des droits étendus vis-à-vis du reste de la société, par exemple en ce qui concerne la possession, l'exploitation et le partage des ressources. La domination d'une classe sociale sur les autres peut être aristocratique (systèmes monarchiques), bourgeoise (systèmes capitalistes) ou « prolétarienne » (systèmes marxistes-léninistes communistes dans lesquels ce n'est pas le prolétariat entier qui exerce sa domination, mais une nomenklatura minoritaire agissant en son nom). Quelle qu’elle soit, la domination de classe s'appuie sur la lutte des classes et la définition d'un ennemi de classe, et peut se revendiquer comme démocratique[35] ;
- Il existe enfin de nombreux exemples de domination de minorités civilisationnelles. La gentry, les planteurs, la classe militaire et les missionnaires des pays impérialistes et colonialistes d'Europe occidentale ont donné comme principale justification à leurs campagnes coloniales la « supériorité » de leur civilisation définie par la notion d'« occident chrétien », justification qui s'est incarnée dans les expressions « fardeau de l'homme blanc » forgée par Rudyard Kipling[36] et « choc des civilisations » popularisée par Samuel Huntington[37]. En Russie, la nomenklatura au pouvoir et ses oligarques, ayant abandonné le communisme et l'idée de « patrie du socialisme », se réfèrent, au XXIe siècle, au messianisme russe[38] lié à la notion de « renaissance russe » (vozrojdenie Rossii), pour dominer une société où les valeurs des droits de l'Homme ne sont pas perçues comme une morale émancipatrice pour l'Humanité, mais comme un « individualisme décadent uniquement occidental » qui empêche l'« accomplissement du destin commun de la nation » (obchtchestvo sud’by[39]). Imprégnée par cette idée, la minorité dominante post-soviétique refuse d'adhérer au modèle civilisationnel international qui lui est proposé depuis l'ouverture du rideau de fer et choisit de relancer la guerre froide et même la guerre tout court afin de reconstituer la puissance impériale de la Russie[40]. Une semblable évolution se produit en Chine continentale depuis la répression du « Printemps de Pékin » et le processus de « normalisation » qui a suivi[41].

D'autres exemples de domination de minorités civilisationnelles sont ceux des Grecs dans l'Empire d'Alexandre le Grand, dans l'Égypte ptolémaïque et dans l'Empire séleucide, des Normands en Angleterre après la conquête normande de 1066, des aristocrates allemands et hongrois dans les Empires centraux, des Germano-baltes dans les pays baltes, des Allemands durant l'occupation de Paris, des Turcs dans l'Empire ottoman, des Anglo-Québécois avant la Révolution tranquille, des Afrikaners et Anglo-sud-africains en Afrique du Sud, des Allemands et Afrikaners au Sud-Ouest Africain, des descendants de colons européens aux Antilles et en Amérique latine, du peuple Mbochi au Congo-Brazzaville après l'indépendance, des Tutsis au Rwanda et au Burundi, des Américano-Libériens au Libéria, de l'élite mulâtre d'Haïti et de Jamaïque, des anglais et écossais dans l'Empire colonial britannique, des Brahmanes en Inde depuis l'indépendance (même si les castes sont légalement abolies), des Français dans l'Empire colonial français (dont les Pieds-Noirs en Algérie durant la colonisation française et les Caldoches en Nouvelle-Calédonie), des Russes dans les pays non-russes de l'Empire russe, de l'Union soviétique et de la CEI, des Serbes dans le royaume de Yougoslavie, des Wallons en Belgique avant la Seconde Guerre mondiale, des Alaouites en Syrie, des Sunnites à Bahreïn et en Irak pendant le règne de Saddam Hussein, des Chrétiens au Liban avant la guerre civile libanaise, des Haredim dans la société israélienne et les Territoires occupés, des Métis aux Philippines et au Timor oriental, des Japonais en Mandchoukouo, des Catholiques vietnamiens à époque coloniale puis au Sud-Vietnam ou encore des Chinois han au Turkestan oriental, au Tibet et à Singapour.
Dans une perspective intersectionnelle, on pourrait considérer que la diffusion croissante des idées inégalitaires au XXIe siècle va de pair avec l'intensification de la domination de l'espèce humaine sur les autres espèces et sur les équilibres dynamiques de la Terre, avec la radicalisation de toutes les sphères idéologiques et avec l'exacerbation des tensions internationales, qui relancent une nouvelle course aux armements, sans qu'il soit possible de discerner ce qui relève de la cause, et ce qui relève de l’effet,.